# Застраховката
„Застраховката“ е български трилър от 1998 година на режисьорите Момчил Карамитев и Евгений Михайлов, по сценарий на Александър Томов. Оператори са Пламен Сомов и Ели Йонова. Музиката във филма е композирана от Божидар Петков.

## Актьорски състав
- Момчил Карамитев – Стефо
- Тодор Колев – Меранзов
- Деляна Хаджиянкова – Маргот
- Илия Караиванов – Георги
- Пламена Гетова – Вивиана